# Jan Benda (lední hokejista)
Jan Benda (* 28. dubna 1972 v Reet, Belgie) je bývalý německý hokejista českého původu. Narodil se v Belgii českým rodičům.

## Hokejová kariéra

### klubová kariéra
Je velkým hokejovým světoběžníkem, za svou kariéru vystřídal mnoho hokejových klubů v řadě zemí. Se seniorským hokejem začínal v Severní Americe v OHL v týmu Oshawa Generals, kde hrával s budoucími hvězdami NHL jako Eric Lindros nebo Jason Arnott. Později vystřídal německou ligu (1992/1993 EHC Freiburg, 1993/1994 EC Hedos München) a americkou AHL. Následující dva ročníky strávil v české lize, nejprve ve pražské Slavii a poté v konkurenční Spartě. V sezóně 1997/98 opět odešel zkusit štěstí do Severní Ameriky. Dostal šanci i v NHL v týmu Washington Capitals (jako volný agent), ale neprosadil se - v devíti utkáních zaznamenal 3 asistence. Zbytek sezóny pak odehrál na farmě v Portland Pirates v AHL. Po této sezóně se opět vrátil do Evropy tentokrát do Finska, kde hrál postupně za Ässät a Jokerit Helsinki. Několik let hrál i v Rusku (v letech 2001–2005 v Ak Bars Kazaň, Chimik Moskevská oblast a Čerepovci. V roce 2005 se vrátil do Česka a hrál za HC Litvínov, Mladou Boleslav a Plzeň, v sezóně 2010/2011 za Slavii Praha, KLH Chomutov a Mladou Boleslav.

### Reprezentace
Za Německo odehrál 98 utkání s bilancí 16 gólů a 26 asistencí. Reprezentoval na devíti mistrovstvích světa (v letech 1994 až 2005), třech olympijských hrách (1994, 1998 a 2002) a Světovém poháru 1996.

## Statistika
| Sezona               | Klub                    | Soutěž               | Základní část | Základní část | Základní část | Základní část | Základní část | Play off | Play off | Play off | Play off | Play off |
| Sezona               | Klub                    | Soutěž               | Z             | G             | A             | B             | TM            | Z        | G        | A        | B        | TM       |
| -------------------- | ----------------------- | -------------------- | ------------- | ------------- | ------------- | ------------- | ------------- | -------- | -------- | -------- | -------- | -------- |
| 1988/89              | Henry Carr              | OJHL                 | 18            | 0             | 3             | 3             | 22            | –        | –        | –        | –        | –        |
| 1989/90              | Oshawa Legion           | OJHL                 | 44            | 50            | 80            | 130           | 24            | –        | –        | –        | –        | –        |
| 1989/90              | Oshawa Generals         | OHL                  | 1             | 0             | 1             | 1             | 0             | –        | –        | –        | –        | –        |
| 1990/91              | Oshawa Generals         | OHL                  | 51            | 4             | 11            | 15            | 64            | 16       | 2        | 4        | 6        | 19       |
| 1990/91              | Grefrather EC           | Něm -2. BL           | 13            | 0             | 0             | 0             | 2             | –        | –        | –        | –        | –        |
| 1991/92              | Oshawa Generals         | OHL                  | 61            | 12            | 23            | 35            | 68            | 7        | 1        | 1        | 2        | 12       |
| 1992/93              | EHC Freiburg            | Něm                  | 41            | 6             | 11            | 17            | 49            | –        | –        | –        | –        | –        |
| 1993/94              | EC Hedos München        | Něm                  | 43            | 16            | 11            | 27            | 67            | –        | –        | –        | –        | –        |
| 1994/95              | Richmond Renegades      | ECHL                 | 62            | 21            | 39            | 60            | 187           | 17       | 8        | 5        | 13       | 50       |
| 1994/95              | Binghamton Rangers      | AHL                  | 4             | 0             | 0             | 0             | 0             | –        | –        | –        | –        | –        |
| 1995/96              | Moskitos Essen          | Něm-1. liga          | 2             | 1             | 0             | 1             | 6             | –        | –        | –        | –        | –        |
| 1995/96              | HC Slavia Praha         | ELH                  | 24            | 7             | 14            | 21            | 24            | 7        | 1        | 6        | 7        | 35       |
| 1996/97              | HC Sparta Praha         | ELH                  | 49            | 7             | 21            | 28            | 61            | 10       | 1        | 1        | 2        | 12       |
| 1997/98              | HC Sparta Praha         | ELH                  | 1             | 0             | 1             | 1             | 4             | –        | –        | –        | –        | –        |
| 1997/98              | Portland Pirates        | AHL                  | 62            | 25            | 29            | 54            | 90            | 8        | 0        | 7        | 7        | 6        |
| 1997/98              | Washington Capitals     | NHL                  | 9             | 0             | 3             | 3             | 6             | –        | –        | –        | –        | –        |
| 1998/99              | Ässät Pori              | SM-L.                | 52            | 21            | 22            | 43            | 139           | –        | –        | –        | –        | –        |
| 1998/99              | Ässät Pori              | SM-L.                | 14            | 4             | 5             | 9             | 18            | –        | –        | –        | –        | –        |
| 1999/00              | Jokerit Helsinki        | SM-L.                | 52            | 19            | 28            | 47            | 99            | 11       | 2        | 4        | 6        | 16       |
| 2000/01              | Jokerit Helsinki        | SM-L.                | 52            | 18            | 26            | 44            | 56            | 5        | 0        | 1        | 1        | 6        |
| 2001/02              | Ak Bars Kazaň           | RSL                  | 32            | 7             | 12            | 19            | 59            | –        | –        | –        | –        | –        |
| 2002/03              | Ak Bars Kazaň           | RSL                  | 51            | 14            | 24            | 38            | 68            | 5        | 2        | 0        | 2        | 6        |
| 2003/04              | Ak Bars Kazaň           | RSL                  | 56            | 4             | 19            | 23            | 72            | 5        | 1        | 0        | 1        | 6        |
| 2004/05              | Chimik Moskevská oblast | RSL                  | 18            | 2             | 7             | 9             | 20            | –        | –        | –        | –        | –        |
| 2004/05              | Severstal Čerepovec     | RSL                  | 33            | 4             | 5             | 9             | 30            | –        | –        | –        | –        | –        |
| 2005/06              | HC Litvínov             | ELH                  | 44            | 13            | 22            | 35            | 54            | –        | –        | –        | –        | –        |
| 2005/06              | HC Hamé Zlín            | ELH                  | 6             | 3             | 4             | 7             | 14            | 6        | 1        | 2        | 3        | 10       |
| 2006/07              | HC Litvínov             | ELH                  | 37            | 9             | 16            | 25            | 65            | –        | –        | –        | –        | –        |
| 2007/08              | HC Litvínov             | ELH                  | 45            | 10            | 14            | 24            | 50            | –        | –        | –        | –        | –        |
| 2008/09              | BK Mladá Boleslav       | ELH                  | 51            | 8             | 17            | 25            | 56            | 15PD     | 1        | 0        | 1        | 6        |
| 2009/10              | HC Plzeň                | ELH                  | 51            | 6             | 29            | 35            | 65            | 6        | 0        | 2        | 2        | 0        |
| 2010/11              | KLH Chomutov            | ELH                  | 23            | 3             | 8             | 11            | 32            | –        | –        | –        | –        | –        |
| 2010/11              | HC Slavia Praha         | ELH                  | 11            | 1             | 3             | 4             | 8             | –        | –        | –        | –        | –        |
| 2010/11              | BK Mladá Boleslav       | ELH                  | 8             | 1             | 1             | 2             | 8             | –        | –        | –        | –        | –        |
| 2011/12              | Nürnberg Ice Tigers     | DEL                  | 17            | 1             | 2             | 3             | 2             | –        | –        | –        | –        | –        |
| 2011/12              | EHC Red Bull Mnichov    | DEL                  | 31            | 1             | 4             | 5             | 14            | –        | –        | –        | –        | –        |
| 2012/13              | Dresdner Eislöwen       | GER-2                | 47            | 2             | 11            | 13            | 60            | –        | –        | –        | –        | –        |
| NHL celkem           | NHL celkem              | NHL celkem           | 9             | 0             | 3             | 3             | 6             | –        | –        | –        | –        | –        |
| 1. bundesliga celkem | 1. bundesliga celkem    | 1. bundesliga celkem | 84            | 22            | 22            | 44            | 116           | –        | –        | –        | –        | –        |
| DEL celkem           | DEL celkem              | DEL celkem           | 48            | 2             | 6             | 8             | 16            | –        | –        | –        | –        | –        |